# Riku Nakayama
Riku Nakayama (中山 陸 Nakayama Riku?), född 22 januari 2001 i Kanagawa prefektur, är en japansk fotbollsspelare.
Nakayama började sin karriär 2018 i Ventforet Kofu.